# Adorazione dei pastori (Bernardino da Asola)
Adorazione dei pastori è un dipinto attribuito a Bernardino da Asola. Eseguito probabilmente tra il 1525 e il 1530, è conservato nella National Gallery di Londra.

## Descrizione
La composizione è organizzata in tre piani narrativi: la scena in primo piano rappresenta l'adorazione dei pastori, con presente anche il san Giovannino, mentre in secondo piano si possono intravedere l'annuncio ai pastori, al centro, e il viaggio dei magi, a destra.

## Attribuzione
Originariamente attribuito al Savoldo, il dipinto è ora riferito alla mano di Bernardino, come due varianti conservate negli Stati Uniti.